# Oeneis exannulata
Oeneis exannulata är en fjärilsart som beskrevs av Ludwig Osthelder 1925. Oeneis exannulata ingår i släktet Oeneis och familjen praktfjärilar. Inga underarter finns listade i Catalogue of Life.